# V482 Возничего
V482 Возничего (лат. V482 Aurigae) — одиночная переменная звезда в созвездии Возничего на расстоянии приблизительно 3010 световых лет (около 923 парсеков) от Солнца. Видимая звёздная величина звезды — от +11,9m до +9,7m.

## Характеристики
V482 Возничего — оранжевая пульсирующая полуправильная переменная звезда типа SRA (SRA:) спектрального класса K. Радиус — около 2,57 солнечных, светимость — около 2,381 солнечных. Эффективная температура — около 4477 K.